# Прейрі-Гров (Арканзас)
Прейрі-Гров (англ. Prairie Grove) — місто (англ. city) в США, в окрузі Вашингтон штату Арканзас. Населення — 7045 осіб (2020).
У Прейрі-Гров народилася політична активістка республіканської партії США Ада Міллс.

## Географія
Прейрі-Гров розташоване на висоті 355 метрів над рівнем моря за координатами 35°59′10″ пн. ш. 94°18′12″ зх. д. / 35.98611° пн. ш. 94.30333° зх. д. (35.986081, -94.303394). За даними Бюро перепису населення США в 2010 році місто мало площу 20,85 км², з яких 20,76 км² — суходіл та 0,10 км² — водойми. В 2017 році площа становила 24,16 км², з яких 24,05 км² — суходіл та 0,11 км² — водойми.

## Демографія

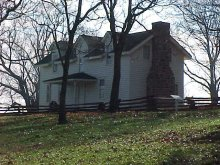
Будинок, у Прейрі-Гров, часів громадянської війни в США

Згідно з переписом 2010 року, у місті мешкало 4380 осіб у 1658 домогосподарствах у складі 1197 родин. Густота населення становила 210 осіб/км². Було 1916 помешкань (92/км²).
Расовий склад населення:
| - 91,8 % — білих - 2,9 % — корінних американців - 0,8 % — чорних або афроамериканців - 0,7 % — азіатів - 0,1 % — вихідців з тихоокеанських островів - 1,5 % — осіб інших рас |

До двох чи більше рас належало 2,1 %. Іспаномовні складали 4,5 % від усіх жителів.
За віковим діапазоном населення розподілялося таким чином: 29,1 % — особи молодші 18 років, 58,1 % — особи у віці 18—64 років, 12,8 % — особи у віці 65 років та старші. Медіана віку мешканця становила 35,2 року. На 100 осіб жіночої статі у місті припадало 95,6 чоловіків; на 100 жінок у віці від 18 років та старших — 90,1 чоловіків також старших 18 років.
Середній дохід на одне домашнє господарство становив 63 776 доларів США (медіана — 58 177), а середній дохід на одну сім'ю — 72 990 доларів (медіана — 65 281). Медіана доходів становила 38 074 долари для чоловіків та 36 849 доларів для жінок. За межею бідності перебувало 10,1 % осіб, у тому числі 6,2 % дітей у віці до 18 років та 8,7 % осіб у віці 65 років та старших.
Цивільне працевлаштоване населення становило 2411 осіб. Основні галузі зайнятості: освіта, охорона здоров'я та соціальна допомога — 24,8 %, роздрібна торгівля — 22,4 %, виробництво — 12,2 %, науковці, спеціалісти, менеджери — 11,4 %.
За даними перепису населення 2000 року в Прейрі-Гров проживало 2540 осіб, 707 сімей, налічувалося 981 домашнє господарство і 1054 житлових будинки. Середня густота населення становила близько 469 осіб на один квадратний кілометр. Расовий склад Прейрі-Гров за даними перепису розподілився таким чином: 95,04 % білих, 0,51 % — чорних або афроамериканців, 1,50 % — корінних американців, 0,47 % — азіатів, 0,04 % — вихідців з тихоокеанських островів, 1,77 % — представників змішаних рас, 0,67 % — інших народів. Іспаномовні склали 2,05 % від усіх жителів міста.
З 981 домашніх господарств в 35,8 % — виховували дітей віком до 18 років, 58,0 % представляли собою подружні пари, які спільно проживали, в 10,7 % сімей жінки проживали без чоловіків, 27,9 % не мали сімей. 26,3 % від загального числа сімей на момент перепису жили самостійно, при цьому 13,8 % склали самотні літні люди у віці 65 років та старше. Середній розмір домашнього господарства склав 2,53 особи, а середній розмір родини — 3,05 особи.
Населення міста за віковою діапазону за даними перепису 2000 розподілилося таким чином: 27,5 % — жителі молодше 18 років, 7,7 % — між 18 і 24 роками, 28,6 % — від 25 до 44 років, 20 % — від 45 до 64 років і 16,1 % — у віці 65 років та старше. Середній вік мешканця склав 36 років. На кожні 100 жінок в Прейрі-Гров припадало 85,7 чоловіків, у віці від 18 років та старше — 82,6 чоловіків також старше 18 років.
Середній дохід на одне домашнє господарство в місті склав 34 628 доларів США, а середній дохід на одну сім'ю — 41 972 долара. При цьому чоловіки мали середній дохід в 30 227 доларів США на рік проти 20 479 доларів середньорічного доходу у жінок. Дохід на душу населення в місті склав 16 154 долари на рік. 6 % від усього числа сімей в окрузі і 9,6 % від усієї чисельності населення перебувало на момент перепису населення за межею бідності, при цьому 11,5 % з них були молодші 18 років і 12,9 % — у віці 65 років та старше.

## Уродженці
- Лішель Марі (* 1981) — американська порнозірка і модель.